# Edmonton, Kentucky
Edmonton är en ort i Metcalfe County i delstaten Kentucky, USA. År 2020 hade orten 1 671 invånare.< Den har enligt United States Census Bureau en area på 7,5 km², varav 0,1 km² är vatten. Edmonton är administrativ huvudort (county seat) i Metcalfe County.  